# 永松作之助
永松 作之助（ながまつ さくのすけ、生没年不詳）とは明治時代の東京の地本問屋。

## 来歴
明治22年（1889年）5月には東京府本郷区湯島切通町3番地、明治22年9月には本郷区湯島天神町3丁目2番地において地本問屋を営業している。小林幾英、鍋田玉英等の錦絵を出版している。

## 出版物
- 楊洲周延 「雨過洗庭之図」 明治21年[1]
- 小林幾英 「東京名所之内両国橋大花火」 大判3枚続 錦絵 明治22年5月
- 鍋田玉英 「徳川家康公御入国三百年大祭忍ケ岡幌曳階子乗之図」 大判3枚続 錦絵 明治22年9月